# لاجئو شرق البنغال
اللاجئون البنغاليون الشرقيون(بالإنجليزية: Eastern Bengali refugees) غادروا البنغال الشرقية عقب تقسيم الهند في عام 1947.وكانت الغالبية العظمى منهم من الهندوس.
وخلال حرب تحرير بنغلاديش عام 1971، التي اندلعت بين شرق باكستان (بنغلاديش حاليًا) وغرب باكستان، فرّ نحو عشرة ملايين شخص من بنغلاديش، بحثًا عن الأمان، إلى الهند. وقد استقر معظمهم في ولاية غرب البنغال، إلى جانب ولايات شمال شرق الهند، ولا سيما تريبورا وآسام.[بحاجة لمصدر]

## تاريخ
في عام 1947، تم تقسيم إقليم البنغال إلى قسمين: ولاية البنغال الغربية التي أصبحت جزءًا من الهند، ومقاطعة البنغال الشرقية التي أصبحت تابعة لـباكستان.
ولاحقًا، أُعيدت تسمية البنغال الشرقية إلى باكستان الشرقية، والتي انفصلت عن باكستان بعد حرب الاستقلال عام 1971، لتُشكل دولة بنغلاديش المستقلة.
كما أن معظم مقاطعة سيلهيت، التي كانت جزءًا من ولاية آسام الهندية، انضمت إلى البنغال الشرقية وأصبحت لاحقًا جزءًا من باكستان الشرقية.
ومن حيث التوجه التنموي، كانت البنغال الشرقية تُركز على الزراعة باعتبارها منطقة للنمو الزراعي، في حين تم تخصيص البنغال الغربية لتكون مركزًا للتنمية الصناعية.

## مستعمرة
استقر معظم اللاجئين البنغاليين الشرقيين في مدينة كولكاتا (كالكوتا)، بالإضافة إلى العديد من المدن والمناطق الريفية الأخرى في ولاية البنغال الغربية. ومع ذلك، انتقل عدد كبير منهم أيضًا إلى وادي باراك في ولاية آسام، وولاية تريبورا الأميرية، التي انضمت رسميًا إلى الهند في عام 1949.
كما تم إعادة توطين ملايين اللاجئين في مناطق مختلفة من الهند، من بينها مستعمرة النازحين من شرق باكستان (EPDP) في دلهي، والتي أعيدت تسميتها لاحقًا إلى حديقة تشيتارانجان، بالإضافة إلى ولايات أوديشا، وماديا براديش، وبيهار، وتشاتيسغار.
وتشير التقديرات إلى أن هناك نحو نصف مليون بنغالي يعيشون في دلهي، وحوالي 300 ألف في مومباي، وهم إما من اللاجئين البنغاليين الشرقيين أنفسهم أو من أحفادهم. 

## هجرة أخرى

### خمسينيات القرن العشرين
في عام 1950، قُدِّر أن مليون لاجئ إضافي قد عبروا إلى ولاية البنغال الغربية، وذلك بشكل خاص عقب أعمال الشغب في باريسال عام 1950 وأعمال الشغب في نواخالي، التي أدت إلى موجة جديدة من النزوح الجماعي من البنغال الشرقية .  وسجل تعداد الهند لعام 1951 أن 27% من سكان كلكتا كانوا من اللاجئين البنغاليين الشرقيين، ومعظمهم من البنغاليين الهندوس، وأنهم ساهموا في النمو الاقتصادي لكلكتا في مختلف المجالات. ولجأ ملايين الهندوس، وخاصة الناطقين باللغة البنغالية من شرق باكستان، إلى ولايات الهند المختلفة، وخاصة ولاية البنغال الغربية. حيث تشير تقديرات إلى أن حوالي 0.32 مليون هندوسي من شرق باكستان هاجروا بشكل رئيسي إلى كلكتا والعديد من المناطق الريفية والبلدات في غرب البنغال خلال عام 1947. 

### الستينيات
واستمرت الهجرة، في المقام الأول من شرق باكستان إلى الهند، حتى تحرير بنجلاديش في عام 1971، بشكل مستمر مع ارتفاعات حادة خلال فترات الاضطرابات الطائفية مثل أعمال الشغب في شرق باكستان عام 1964 وحرب الهند وباكستان عام 1965، عندما قُدِّر أن 600 ألف لاجئ غادروا إلى الهند.  وتشير تقديرات عدد اللاجئين حتى عام 1970 إلى أكثر من خمسة ملايين لاجئ في ولاية البنغال الغربية وحدها.  ويتضمن ذلك حوالي 4.1 مليون لاجئ بين عامي 1946 و1958 و1.2مليون لاجئ بين عامي 1959 و1971. 

### سبعينيات القرن العشرين
شهدت الهند تدفقًا كبيرًا آخر للاجئين في عام 1971، خلال حرب تحرير بنغلاديش، حيث فرّ اللاجئون الهندوس من عمليات القتل الجماعي المنهجية، والاغتصاب، والنهب، والحرق العمد. وتشير التقديرات إلى أن نحو عشرة ملايين لاجئ من شرق البنغال دخلوا الهند خلال الأشهر الأولى من الحرب، منهم حوالي 1.5 مليون نازح داخلي.
وبعد استقلال بنغلاديش، يُعتقد أن نحو مليون شخص بقي في البلاد. 

## قراءة إضافية
- Kudaisya، Gyanesh (2006). "Divided Landscapes, Fragmented Identities: East Bengal Refugees and Their Rehabilitation in India, 1947–79". Singapore Journal of Tropical Geography. ج. 17 ع. 1: 24–39. DOI:10.1111/j.1467-9493.1996.tb00082.x. ISSN:0129-7619.
- Nakatani، Tetsuya (2000)، "Away from Home : The Movement and Settlement of Refugees from East Pakistan in West Bengal, India"، Journal of the Japanese Association for South Asian Studies، ج. 12، ص. 73–، DOI:10.11384/jjasas1989.2000.73، مؤرشف من الأصل في 2024-11-12
- Roy، Haimanti (2013)، Partitioned Lives: Migrants, Refugees, Citizens in India and Pakistan, 1947-65، OUP India، ISBN:978-0-19-808177-7، مؤرشف من الأصل في 2023-08-24

قالب:Bangladesh-India relations